# Лауциньш, Юрис
Ю́рис Ла́уциньш (латыш. Juris Lauciņš; 25 мая 1957, Даугавпилс, Латвийская ССР — 23 декабря 2013, Москва, Россия) — латвийский и российский актёр театра кино и телевидения.

## Биография
Юрис Лауциньш родился 25 мая 1957 года в Даугавпилсе.
Окончил Щукинское училище, служил в различных театрах: Челябинском и Рижском ТЮЗах, в Брянском драматическом театре, Ярославском Академическом театре имени Волкова, Даугавпилсском театре. Даугавпилчане хорошо помнят его яркие актёрские работы, например, роль в спектакле «Канотье». Создал агентство и первым стал привозить в Даугавпилс звёзд эстрады и театральные коллективы. В 2005 году актёр пережил тяжёлый творческий и личный кризис, из которого его вывел режиссёр Алексей Герман, пригласивший сниматься в фильме «Трудно быть богом». С этого времени Юрис Лауциньш много снимается в России, на его счету десятки ролей в фильмах и сериалах: фильм «Глянец» Андрея Кончаловского, сериал «Побег» (Соломон сделал Ю. Лауциньша очень популярным и узнаваемым), некассовые фестивальные ленты «Дикое поле», «Сибирь. Монамур» и т. д. В последние годы он жил и работал в Москве, но регулярно приезжал в Даугавпилс.
Скончался 23 декабря 2013 года в Москве от рака горла и лёгкого. За день перед смертью исповедовался и причастился в храме деревни Пучково (Москва). Отпевание Ю. Лауциньша состоялось 26 декабря в Борисоглебском соборе Даугавпилса. На следующий день его похоронили в Риге на Плявниекском кладбище.

## Фильмография
- 2014 — УГРО. Простые парни-5 — Владимир Георгиевич Зотов
- 2014 — Долгий путь домой — Федька, сосед Веры
- 2014 — Беглецы — Игнат, охотник за беглыми каторжанами
- 2014 — Дубровский — врач
- 2013 — Цена жизни — Иван Степанович Корнилов
- 2013 — Трудно быть Богом — палач
- 2013 Разносчик — отец
- 2013 Отдать концы — Андрей Васильевич
- 2013 Королева бандитов — Сысоев
- 2004—2013 Кулагин и партнёры — эпизоды
- 2012 ЧС (Чрезвычайная ситуация) — Виктор Морозов, отец Жени
- 2012 Чкалов — Северов
- 2012 Склифосовский (1 сезон) — эпизод
- 2012 Порох и дробь (Россия, Украина) — Михалыч, егерь
- 2012 Кореш | Фильм 3
- 2012 Порох и дробь
- 2012 Однажды со мной | First time for everything — водитель грузовика
- 2012 Однажды в Ростове — Вован, авторитет в тюремной камере
- 2012 Инспектор Купер — воровской ювелир
- 2012 Наследник по прямой | Фильм № 3
- 2012 Золото «Глории» (Куба, Россия) — Хью, боцман-пират
- 2012 Дорога в пустоту (Россия, Украина) — Александр Бурцев, отец Марины
- 2012 Братаны-3. Продолжение — зэк
- 2011 Срочно в номер-3 — Ефимыч, монтировщик сцены
- 2011 Таланты и поклонники | Фильм № 9
- 2011 Сибирь. Монамур — Ганя
- 2011 Москва. Три вокзала — хулиган
- 2011 Пыльная работа | 19-я серия — Евгений Стариков, рецидивист
- 2011 Убить по-русски | 32-я серия
- 2011 Лесник — Витька Винтарёв («Винт»), уголовник
- 2011 Подарок для самого храброго | Фильм № 13
- 2011 Жила-была одна баба — юродивый
- 2011 Дикий-2 — подозреваемый
- 2011 Дикий и Лысый | 23-я серия
- 2011 Беглецы — Цапля
- 2010 Учитель в законе. Продолжение — сосед
- 2010 Счастливы вместе — бандит, за которым гонится милиция
- 2010 Пропавший без вести — Хозяин
- 2010 Побег — Соломон Фридман
- 2010 Морские дьяволы — 4 — террорист
- 2010 На предельной скорости | 32-я серия
- 2010 Метель — Саныч (нет в титрах)
- 2010 Маленькие трагедии (анимационный) — слепой музыкант
- 2010 Интерны — Бушмакин, рабочий
- 2010 Золотой капкан — старатель
- 2010 Достоевский — эпизод
- 2010 Голоса — Тихон, вор в законе
- 2009 Сердце капитана Немова — Иван Пелтонен
- 2009 Одна семья — эпизод
- 2009 Гармония. Город счастья (не был завершен)
- 2008 Я — телохранитель — Куприяныч
- 2008 Телохранитель Каина
- 2008 Юрьев день — зэк
- 2008 Час Волкова — 2
- 2008 Фальшивомонетчик | 16-я серия — садовник
- 2008 Тени прошлого | 17-я серия — дед
- 2008 Неглубокая могила | 19-я серия — Николай Кеггер
- 2008 Преступление будет раскрыто — Цыбин, осужденный бомж
- 2008 Месть | 16-я серия
- 2008 Похождения нотариуса Неглинцева — сосед по даче
- 2008 Импортная краска | 3-я серия
- 2008 Оперативная разработка-2: Комбинат — Буров
- 2008 Литейный (2-й сезон) — Павел Петрович
- 2008 Лицо | 5-я серия
- 2008 Последний самолёт | 10-я серия
- 2008 Котов — тракторист
- 2008 Защита Красина-2 — Толокнов, «Тихий», бандит
- 2008 Запрет на любовь — Павел Петрович
- 2008 Дикое поле — Ангел
- 2008 Дачница — мужик
- 2008 Гончие — 2 — Василий Карфидов
- 2008 До первой крови | 1-й фильм
- 2008 Азиат — Заика
- 2007 Шекспиру и не снилось — эпизод
- 2007 У каждого своё кино | To Each His Cinema | Chacun son cinéma ou Ce petit coup au coeur quand la lumière s'éteint et que le f (Франция) — киномеханик Тимофей
- 2007 Преступление и наказание — эпизод (нет в титрах)
- 2007 Попытка к бегству — Афган, вор
- 2007 Собачья работа | фильм 1
- 2007 Попытка к бегству
- 2007 Защита против — Дзинтарс Лауциньш, рецидивист
- 2007 Гончие — Карфидов
- 2007 Гонка за лидером | Фильм 1 Серия 1, 4
- 2007 Женская доля | Фильм 2 Серия 1
- 2007 Глянец — Фёдор, отец Гали
- 2007 Все билеты проданы (короткометражный) — Фёдор, киномеханик
- 2006 Улицы разбитых фонарей-8 — Семён Шмаков
- 2006 Черви — козыри | 9-я серия
- 2006 Синдикат — эпизод
- 2006 Прииск-2. Золотая лихорадка — Соболь
- 2006 Ментовские войны-3
- 2006 Образ врага | Фильм № 2 — эпизод
- 2006 Голландский пассаж — алкаш
- 1991 Меченые — Гаврик
- 1989 Хочу сделать признание | Хочу зробити зізнання — эпизод
- 1985 Грубая посадка — Мельников, лейтенант из военной прокуратуры
- 1977 Миг удачи — Константин Накомонов, молодой начинающий спортсмен, кандидат в мастера спорта по горным лыжам